# Karola Skutecká-Karvašová
Karola Skutecká-Karvašová (4. června 1893, Banská Bystrica – 9. ledna 1945, Nemecká) byla slovenská malířka židovského původu. Používala pseudonym Rolla.

## Životopis
Po ukončení obecné školy dále studovala na střední škole v Banské Bystrici, výtvarnou akademii absolvovala v Budapešti resp. ve Vídni. V mládí získala jazykové vzdělání – ovládala němčinu, maďarštinu, francouzštinu, angličtinu a italštinu.
Žila a tvořila v Banské Bystrici. Vztah k výtvarnému umění a tvorbě v ní pěstoval otec. Po otcově smrti pracovala v jeho ateliéru, technikou pastelu – portrétovala členy rodiny, příbuzné a přátele, olejomalbu používala při tvorbě zátiší. Její díla se nacházejí v soukromém majetku v Banské Bystrici, Bratislavě a v Středoslovenské galerii v Banské Bystrici.
Byla rasově pronásledovanou obětí nacistického teroru. Po potlačení SNP ji spolu s manželem zatkli (18. prosince 1944), uvěznili v Banské Bystrici a popravili v Nemecké.